# Self-contained Systems
Self-contained Systems (SCS) sind ein Architekturmuster der Informationstechnik, bei dem Funktionen in mehrere unabhängige Systeme separiert werden. So wird das logische Gesamtsystem zu einer Kollaboration mehrerer kleiner Software-Systeme.

## Eigenschaften von Self-contained System
SCS haben folgende Eigenschaften:
1. Jedes SCS ist eine unabhängige Web-Anwendung.
2. Jedes SCS wird von einem Team entwickelt.
3. Kommunikation mit anderen SCSs oder Drittsysteme soll – wenn möglich – asynchron erfolgen.
4. Ein SCS kann optional eine Service-API haben.
5. Jedes SCS muss Daten und Logik enthalten.
6. Ein SCS soll seine Features für Endkunden mit einer UI nutzbar machen.
7. Um enge Kopplung zu vermeiden, darf ein SCS keinen Geschäftscode mit anderen SCS teilen.

Umsetzungen implementieren so große Systeme – vor allem Web-Anwendungen.

## Self-contained Systems und Microservices
Self-contained Systems sind Microservices ähnlich, aber es gibt einige Unterschiede: Ein System enthält weniger SCS als Microservices. Außerdem können Microservices mit anderen Microservices kommunizieren – sogar synchron. SCS hingegen sollen idealerweise gar nicht oder nur asynchron kommunizieren. Da ein Self-contained System eine unabhängige Web-Anwendung darstellt, die mit möglichst loser Kopplung mit anderen Systemen integriert wird, kann es auch als kleiner Monolith betrachtet werden, der nur eine Funktion geschlossen abbildet.

## Self-contained Systems und Vertical Slice Architecture
Self-contained Systems und Vertical Slice Architecture haben Ähnlichkeiten, aber auch entscheidende Unterschiede. Beide Ansätze unterteilen ein System in kleinere, überschaubare Einheiten. Vertical Slices werden auf der Grundlage von fachlichen Features geschnitten, Self-contained Systems entlang der Grenzen von fachlichen Domänen. Sie unterscheiden sich auch in der Striktheit, mit der sie Fachlogik kapseln und isolieren.

## Anwendung
Es gibt einige Systeme, die nach SCS-Ideen aufgebaut sind – beispielsweise bei Otto, GALERIA Kaufhof, Kühne+Nagel und Breuninger.